# Похищение плода
Похищение плода (англ. Fetal abduction) — редкое преступление, заключающееся в похищении ребёнка путём похищения беременной женщины и извлечения её плода с помощью грубого кесарева сечения. Доктора Майкл Х. Стоун и Гэри Брукато называют это преступление «похищением плода (с англ. — «fetus-snatching, fetus abduction»)». Эксперт по расследованию убийств Вернон Дж. Геберт использовал термин «киднеппинг плода (с англ. — «fetal kidnapping»)». В небольшом числе зарегистрированных случаев несколько беременных жертв и около половины их плодов пережили нападение и были подвергнуты немедицинскому кесареву сечению.
Похищение плода не относится к родам, вызванным по медицинским показаниям, или акушерскому вмешательству. Определение предмета не включает принудительное кесарево сечение по медицинским показаниям или изъятие ребёнка у родителей с целью его защиты, одобренной судом. Известные случаи кесарева сечения с целью убийства плода выходят за рамки определения термина.
Похищение плода обычно начинается со лжи о том, что преступница беременна, и часто сопровождается страхом потерять партнёра. Затем преступница убивает какую-либо беременную женщину, чтобы заявить права на плод как на собственный (как на мертворождённого младенца или, если плод выживет, как на новорождённого ребёнка).

## Описание похитителя
Похищение плода в основном совершается женщинами, как правило, после организованного планирования. Похитительница может подружиться с беременной жертвой. В некоторых случаях похитительница выдаёт себя за беременную женщину, а затем за мать в послеродовом периоде, используя увеличение веса и протезирование, чтобы имитировать беременность, и порезы половых органов, чтобы имитировать травмы, полученные во время родов. Некоторые похитительницы затем доставляют новорождённого в больницу. Представитель Национального центра по делам пропавших без вести и эксплуатируемых детей Кэти Нагирни заявила в 2007 году, что «часто похитительницы симулируют беременность, а когда приходит время рожать — похищают чужого младенца». Преступные мотивы включают в себя иллюзию полноценности партнёрских отношений, вынашивания детей и деторождения.

## Список зарегистрированных случаев и попыток

### Случаи похищения плода по годам

#### 1987
В Альбукерке 23-летняя Синди Рэй была на восьмом месяце беременности, когда её похитили на военно-воздушной базе Киртланд возле женской консультации. Дарси Пирс было девятнадцать лет, когда она задушила беременную женщину. Она воспользовалась ключами от машины, чтобы вскрыть матку Рэй и вытащить невредимый плод, Амелию Моник. Амелия Моник выжила, а Пирс была приговорена к 30 годам заключения.

#### 1995
В Аддисоне, штате Иллинойс, 28-летнюю Дебору Эванс убили в своей квартире. У неё было трое детей, и она была беременна четвёртым. Жаклин Аннет Уильямс, её бойфренд Феделл Кэффи и её двоюродный брат Лаверн Уорд вошли в дом Эванс. Уорд попытался заставить Дебору продать ему ребёнка за 2000 долларов. Когда она отказалась, Кэффи достал пистолет и застрелил её. Затем преступники разрезали матку с помощью ножа и ножниц и извлекли плод. После этого 10-летнюю Саманту Эванс зарезали во сне, 2-летнего Джордана оставили в квартире, а 7-летнего Джошуа похитили вместе с плодом. Позже Джошуа нашли мёртвым на переулке. Троих преступников поймали вместе с плодом, которого позже назвали Илией, и приговорили к пожизненному заключению.

#### 1996
В Таскалусе семнадцатилетняя Карет Карри была убита своим другом, 29-летней Фелицией Скотт. Карри была похищена своей подругой во время ночной прогулки. Три месяца спустя её нашли в мусорном баке на дне пятидесятифутового оврага с несколькими огнестрельными ранениями в голову и разрезанным туловищем. Девочка, которую выносила Карри, выжила, а Скотт была приговорена к пожизненному заключению.

#### 1998
В Фресно Маргарита Флорес была на восьмом месяце беременности, когда ей позвонила Жозефина Салдана и предложила подарить ей детскую мебель и бесплатный годовой запас подгузников. Флорес отправилась на склад, чтобы забрать их, и была убита. На следующий день Салдану обнаружили в больнице с мёртвым плодом, которого она, по её словам, только что родила. Салдана покончила с собой через три дня после вынесения ей приговора за похищение плода и убийство Флорес и её нерождённого ребёнка и за три недели до вынесения приговора к пожизненному заключению.

#### 2000
В Равенне, штат Огайо, Терезе Эндрюс было двадцать три года, и она была беременна, когда встретила Мишель Бику. Бике было тридцать девять лет, и в то время она притворялась беременной. После того, как они обменялись адресами, Бика начала преследовать Эндрюс. 27 сентября 2000 года Бика пригласила Эндрюс к себе домой, затем убила её, извлекла плод и закопала тело женщины в гараже. Ребёнок выжил, и Бика заявила, что он её сын. Когда ФБР начало расследование в отношении Бики, она испугалась наказания за своё преступление и застрелилась.

#### 2003
В Океме, штате Оклахома, Кэролин Симпсон был двадцать один год, и она была на шестом месяце беременности. Она работала в казино, куда её убийца, Эффи Гудсон, постоянно ходила. Гудсон предложила подвезти Симпсон домой. Позже Симпсон была найдена в канаве в двух милях от своего похитителя. Ребёнок, извлечённый из материнской утробы на три месяца раньше срока, не выжил. Когда Гудсон привезла плод в больницу, ей объявили, что ребёнок мёртв и она не его мать. Гудсон была признана неспособной предстать перед судом. Три года спустя её приговорили к пожизненному заключению.

#### 2004
- В апреле 2004 года в городе Жирардо (Колумбия) был зарегистрирован случай, когда и мать, и младенец выжили. Асенет Пьедрахита извлекла мальчика из тела Сол Анхелы Картахена Берналь, которая была на восьмом месяце беременности. Сообщается, что преступник обладал ограниченными, но всё же некоторыми медицинскими познаниями. Пьедрахита предложил Картахене еду и детскую одежду, прежде чем подсыпать ей в кофе снотворное[23][24].
- В Скидморе, штате Миссури, Бобби Джо Стиннетт умерла от удушения Лизой М. Монтгомери. Они ранее общались; оба были заводчиками крысиных терьеров и участвовали в выставках собак. 16 декабря она поехала из своего дома в штате Канзасе в Скидмор. После того Монтгомери разрезала ей живот и забрала её восьмимесячный плод. Час спустя мать Бобби обнаружила её тело, а менее чем через сутки Виктория Джо Стиннетт, похищенный плод жертвы, была найдена здоровой в Мелверне, штате Канзас. Лиза Монтгомери была заключена в тюрьму. Впоследствии суд присяжных приговорил её к смертной казни. Монтгомери казнили с помощью смертельной инъекции 13 января 2021 года в Терре-Хот[25][26][27].

#### 2006
15 сентября 2006 года в Ист-Сент-Луисе 23-летняя Джимелла Танстолл, находившаяся на седьмом месяце беременности, была убита своей подругой детства, 24-летней Тиффани Холл. Её избили до потери сознания ножкой стола и вырезали ножницами из живота ещё не родившегося ребёнка. Никто из них не выжил после нападения. Тело Танстолл было оставлено на пустыре. Холл также утопила троих детей Танстолл в возрасте одного, двух и семи лет и оставила их тела в стиральной и сушильной машинах в квартире семьи. В июне 2008 года Холл была приговорена к пожизненному заключению.

#### 2008
В Уилкинсбурге, штате Пенсильвания, беременная Киа Джонсон была убита во время похищения плода Андреа Карри-Демус, которая до этого провела восемь лет в тюрьме за то, что ударила ножом другую будущую мать, чтобы забрать её нерождённый плод. Карри-Демус также похитил другого ребёнка из больницы. Позже тело Джонсон было найдено в квартире Карри-Демус. Плод выжил.

#### 2009
В Вустере Джули А. Кори убила Дарлин Хейнс и извлекла её плод, Шейлу Мари, которая, как оказалось, выжила. В феврале 2014 года присяжные признали Кори виновной и приговорили к пожизненному заключению.

#### 2017
28 августа 2017 года в городе Фарго Уильяму Хону и Брук Круз были предъявлены обвинения в сговоре с целью похищения и убийства беременной Саванны Грейвинд и её ребёнка. Тело Грейвинд было найдено в реке через 8 дней после её исчезновения. Новорождённая, которую назвали Хейсли Джо, выжила. Оба признали свою вину и заявили, что Грейвинд была ещё жива, когда ей делали кесарево сечение.

#### 2020
28 августа 24-летняя Флавия Годиньо Мафра была на восьмом месяце и двух неделях беременности, когда её заманили на поддельный детский праздник в Сан-Жуан-Батиста. Позже она была найдена мёртвой. Причина смерти — порезы на животе, вызванных извлечением ребёнка, и удар кирпичом. В связи с убийством был арестован 26-летняя подозреваемая. Женщина рассказала полиции, что в январе у неё случился трёхмесячный выкидыш, но она продолжала лгать всем, что все ещё беременна. Ребёнок выжил после инцидента.

#### 2022
33-летняя Эшли Буш, находившаяся на 31 неделе беременности, была убита в период с 31 октября по 2 ноября в городе Джейн, штате Миссури. Она была похищена супружеской парой Эмбер и Джейми Уотерманами после того, как Эмбер связалась с Бушем онлайн под вымышленным именем и предложила свою детскую одежду. Супруги подобрали Буш в Силоам-Спрингс, штат Арканзас, и привезли её к себе домой, где Буш была застрелена, а Эмбер вырезала из её живота ещё не родившегося ребёнка, Валькирию Грейс Уиллис. Ребёнок не выжил, и оба тела были по отдельности выброшены недалеко от Пайнвилла. Уотерманы были арестованы 3 ноября, а в июле 2023 года Эмбер было предъявлено обвинение в похищении и убийстве, в то время как Джейми было предъявлено обвинение в соучастии в похищении, повлёкшем смерть.

### Попытки похищения плода

#### 2009
В декабре 2009 года в Вашингтоне Тека Адамс, бездомная и находящаяся на девятом месяце беременности, была похищена знакомой Вероникой Дерамос. Дерамос заручилась помощью своего семнадцатилетнего сына, чтобы связать Адамс и продержать её в плену четыре дня. В течение этих четырёх дней Дерамос безуспешно пыталась извлечь плод. Адамс смогла сбежать, будучи тяжело раненной. Соседка позвонила в 911, и Адамс и её плод выжили. В больнице было проведено кесарево сечение. Ребёнка назвали Миракл. В ноябре 2010 года Вероника Дерамос была приговорена к 25 годам тюремного заключения по соглашению о признании вины за нападение первой степени тяжести.